# Andrew Lloyd Webber
Andrew Lloyd Webber, o Barão Lloyd-Webber KG, Kt. (Londres, 22 de março de 1948) é um compositor e produtor musical britânico, oriundo de uma família de músicos, e por muitos considerado um dos compositores teatrais de maior renome do fim do século XX.
É autor de obras que mantiveram com grande êxito tanto na Broadway como no West End. Durante a sua carreira, produziu quinze musicais, dois filmes, entre outras obras, tendo acumulado ainda um número de honras e prémios, incluindo sete Tony Awards, três Grammy Awards, um Oscar, um Emmy Award, seis Olivier Awards, e um Golden Globe Award. Várias das suas músicas, notavelmente "I Don't Know How to Love Him" de Jesus Christ Superstar, "Don't Cry for Me, Argentina", de Evita, "Memory" de Cats, e "The Music of the Night" de O Fantasma da Ópera tomaram grande amplitude e reconhecimento mundial lhe rendendo inúmeros prêmios e uma fortuna estimada em mais de 700 milhões de libras.
Sua empresa, a Really Useful Group, é uma das maiores operadoras de teatro em Londres. Produziu em várias partes do Reino Unido, incluindo turnês nacionais dos musicais de Lloyd Webber sob licença do Really Useful Group. Lloyd Webber é também o presidente da Arts Educational Schools London, uma escola de artes cênicas de prestígio localizado em Chiswick, oeste de Londres.

## Biografia
Lloyd Webber nasceu na Inglaterra. É filho do compositor William Lloyd Webber e da professora de piano Jean Johnstone Lloyd Webber e irmão do violoncelista Julian Lloyd Webber (nascido em 1951).
A sua primeira esposa foi Sarah Hugil; casaram em 24 de Julho de 1972, e tiveram dois filhos, Imogen (1977) e Nicholas (1979-2023). Lloyd Webber e Sarah se divorciaram em 1983, por que Webber havia se apaixonado pela cantora e dançarina Sarah Brightman, que se tornou sua esposa em 1984. Segundo boatos, ciúmes de Webber ou traição de Brightman teria provocado o divórcio do casal em 1990. A sua esposa atual é Madeleine Gurdon, desde 1991, da qual teve mais três filhos: Alastair (1992), William (1993), e Isabella (1996).
Webber foi feito cavaleiro em 1992, em 1997 foi nomeado como Barão Lloyd Webber, de Sydmonton no Hampshire. Ficou conhecido como o 65º Britânico mais rico no "Sunday Times Rich List 2005" com uma fortuna estimada em 750 000 000 de libras esterlinas.
Em outubro de 2009, um câncer de próstata foi diagnosticado em estágio inicial e Webber passou por uma cirurgia, e teve de ser readmitido no hospital com infecção pós-operatória em novembro. Em janeiro de 2010, ele declarou que estava livre do câncer. Ele teve sua próstata removida completamente como uma medida preventiva.
Após a abertura de Love Never Dies, continuação de sua obra-prima O Fantasma da Ópera, Lloyd Webber mais uma vez começou a busca por um novo ator de teatro musical na série Over the Rainbow da BBC One. Ele lançou a carreira da vencedora, Danielle Hope, no papel de Dorothy na produção teatral de O Mágico de Oz, baseada no filme homônimo. Ele e o letrista Tim Rice, escreveram uma série de novas canções para a produção, para complementar as músicas do filme. Foi a primeira vez desde Evita, que Tim Rice e Lloyd Webber trabalhavam juntos em um musical.
Em 26 de fevereiro de 2010 apareceu na BBC Friday Night with Jonathan Ross para promover Love Never Dies.
Em 1 de março de 2011, O Mágico de Oz estreou no Palladium Theatre, estrelado por Danielle Hope como Dorothy e Michael Crawford como o Mágico.
Em 2012, Lloyd Webber apareceu no novo show ITV em horário nobre, Superstar, que deu ao público do Reino Unido a oportunidade de decidir quem iria interpretar o papel principal de Jesus em uma próxima turnê de Jesus Christ Superstar. A turnê começou em setembro de 2012 e foi estrelada pelo comediante Tim Minchin como Judas Iscariotes, a ex-Spice Girl, Melanie C, como Maria Madalena e o DJ da BBC Radio, Chris Moyles, como o rei Herodes.  Os ingressos para a maioria dos locais foi colocado à venda em 18 de maio de 2012 .
Em 2013, Webber se reuniu com Christopher Hampton e Don Black para o novo show Stephen Ward, o Musical .
Em 2015 estreou o projeto de Webber uma adaptação musical do filme de 2003 Escola de Rock. A letra é de Glenn Slater, e o libreto de Julian Fellowes.
Em 2021 lançou o musical Cinderella.
Em 2023 compôs o Hino da Coroação de Carlos III do Reino Unido.

## Produções
Nota: Música composta por Andrew Lloyd Webber salvo indicação contrária.
| - The Likes of Us (1965) - Letras de Tim Rice - Não exibido até 2005 - Joseph and the Amazing Technicolor Dreamcoat (1968) - Letras de Tim Rice - Jesus Christ Superstar (1970) - Letras de Tim Rice - Jeeves (1975) - Letras de Alan Ayckbourn - Revisado em 1996; - Evita (musical) (1976) - Letras de Tim Rice - Tell Me on a Sunday (1979) - Letras de Don Black - Cats (1981) - Letras de Trevor Nunn, baseado nos poemas de T. S. Eliot - Song and Dance (1982) - Letras de Don Black (revisadas por Richard Maltby, Jr. para Broadway) - Uma combinação dos álbuns Variations (1978) e Tell Me On A Sunday (1979) - Starlight Express (1984) - Letras de Richard Stilgoe - O Fantasma da Ópera (1986) - Letras de Charles Hart e Richard Stilgoe - Baseado na novela de Gaston Leroux | - Aspects of Love (1989) - Letras de Don Black e Charles Hart - Baseado na novela de David Garnett - Sunset Boulevard (1993) - Libreto e letras de Christopher Hampton e Don Black - Baseado no filme Crepúsculo dos Deuses (1950) - Whistle Down the Wind (1996) - Letras de Jim Steinman - The Beautiful Game (2000) - Letras de Ben Elton - Bombay Dreams (2002) - Musica de A.R. Rahman - Letras de Don Black - Produção de Andrew Lloyd Webber - The Woman in White (2004) - Letras de David Zippel - Baseado na novela de Wilkie Collins - The Sound of Music (2006) - Musica de Richard Rodgers - Letras de Oscar Hammerstein II - Produção de Andrew Lloyd Webber - "The Boys in the Photograph" (2009) - Letras de Ben Elton - Versão revista de "The Beautiful Game" - Love Never Dies (2010) - Letras de Glenn Slater, letras adicionais de Charles Hart - O Mágico de Oz (2011) - nove canções adicionais para a versão teatral do filme de 1939, com letras de Tim Rice. - música de Harold Arlen e letras de EY Harburg - Stephen Ward, o musical (2013) - Libreto e letras de Christopher Hampton e Don Black |

## Prêmios

### Oscar
- 1997 - Melhor Canção Original por "You Must Love Me" de Evita (prêmio compartilhado com Tim Rice)

Uma indicação para Melhor Canção Original Adaptada: Jesus Cristo Superstar, filme de 1973 baseado no musical.
Uma indicação para Melhor Canção Original: "Learn to be Lonely" por O Fantasma da Ópera, filme de 2004, baseado no musical.

### Globo de Ouro
- 1997 - Melhor Canção Original para "You Must Love Me" de Evita (prêmio compartilhado com Tim Rice)

Uma indicação para Melhor Canção Original: "Learn to be Lonely " por O Fantasma da Ópera, filme de 2004, baseado no musical.

### Grammy Awards
- 1980 - Melhor Gravação de Elenco, por Evita
- 1983 - Melhor Gravação de Elenco, por Cats
- 1986 - Grammy Award de Melhor Composição Contemporânea por Requiem
- 1990 - Grammy Legend Award

### Tony Award
- 1980 - Melhor Musical por Evita
- 1980 - Melhor Trilha Sonora Original por Evita (prêmio compartilhado com Tim Rice)
- 1983 - Melhor Musical por Cats
- 1983 - Melhor Trilha Sonora Original por Cats
- 1988 - Melhor Musical por O Fantasma da Ópera
- 1995 - Melhor Musical por Sunset Boulevard
- 1995 - Melhor Trilha Sonora Original por Sunset Boulevard

### Olivier Awards
- 1978 - Melhor Musical por Evita
- 1981 - Melhor Musical por Cats
- 1986 - Melhor Musical por O Fantasma da Ópera
- Prêmio Especial da Sociedade - 2008
- Três outros Prêmios de Produção

### Outros prêmios
- 1988 - Drama Desk Award para Melhores Orquestrações por O Fantasma da Ópera
- 1993 - Estrela na Calçada da Fama de Hollywood
- 1995 - Praemium Imperiale
- 1995 - Entrada no Songwriters Hall of Fame
- 2006 - Entrada no Kennedy Center Honors
- 2008 - Woodrow Wilson Award por Serviço Públicos Prestrados
- 2009 - Entrada no American Theatre Hall of Fame
- Vencedor de catorze Prêmios Ivor Novello da Academia Britânica de letristas, compositores e autores.
- Vencedor de sete Prêmios Laurence Olivier (incluindo Prêmio Especial apresentado pelo seu aniversário de sessenta anos em 2008)